# Irakisch-portugiesische Beziehungen
Die irakisch-portugiesischen Beziehungen beschreiben das zwischenstaatliche Verhältnis des Irak und Portugal. Die Länder unterhalten seit 1957 direkte diplomatische Beziehungen.
Die Beziehungen werden von Portugals Engagement im Irakkrieg und dem bilateralen Handel bestimmt, der von portugiesischen Treibstoffimporten aus dem Irak dominiert wird. Portugal hat zudem auch Flüchtlinge aus dem Irak aufgenommen, die zu den etwa 1.000 Flüchtlingen gehören, die Portugal im Rahmen des 2015 getroffenen Abkommens mit der EU aufnahm. Über 200 von ihnen haben Portugal danach wieder verlassen (Stand Februar 2017).
Daneben waren im Jahr 2015 in Portugal 126 irakische Staatsbürger regulär gemeldet. Im Irak waren im Jahr 2008 vier Portugiesen registriert, die weiter dort stationierten portugiesischen Soldaten nicht mitgezählt.

## Geschichte

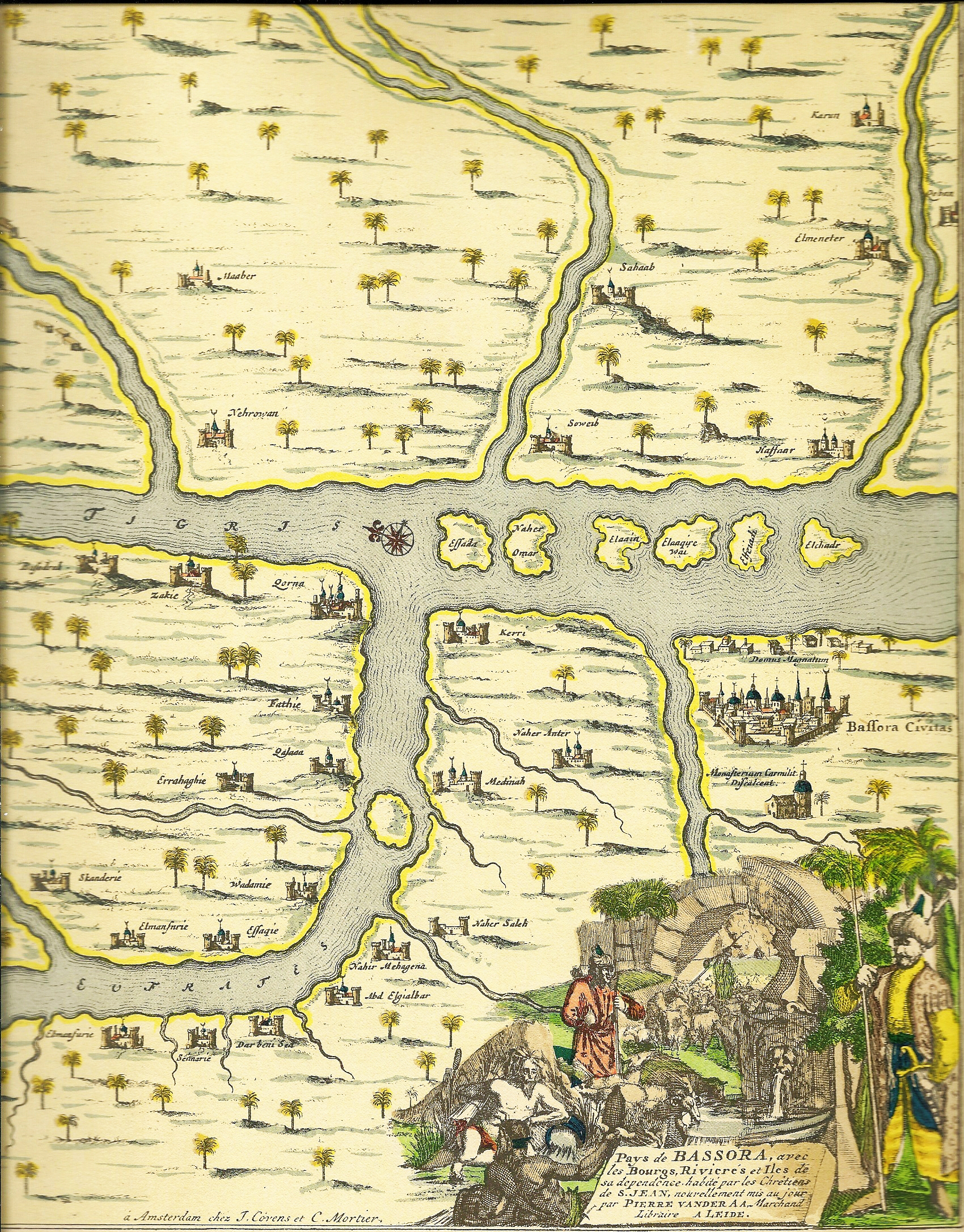
Basra im 17. Jahrhundert

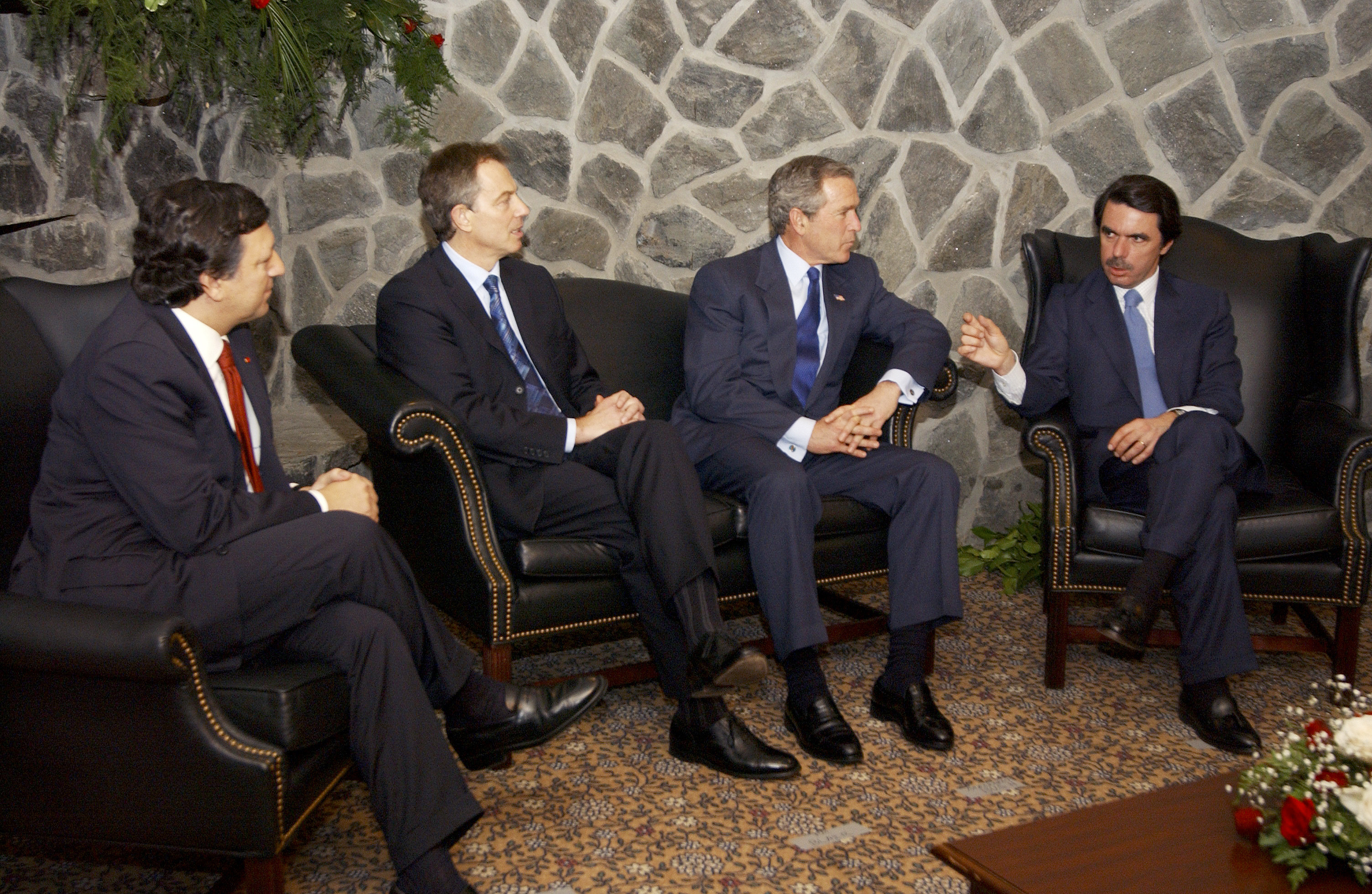
Die Regierungschefs Portugals, Großbritanniens, der USA und Spaniens (v.l.), am 26. März 2003 auf den Azoren

### Von 1507 bis 2001
Seit 1507 kontrollierten die Portugiesen den Handel im Persischen Golf, insbesondere über ihre Besitzung Hormus. Es blieb das Machtzentrum der Portugiesen in der Region, bis es 1622 wieder an Persien fiel. Danach baute das durch die Personalunion mit Spanien geschwächte Portugal seine Besitzung Maskat zu seinem neuen Machtzentrum in der Region aus, versuchte aber parallel, weitere Handelsplätze zu erhalten. In Basra (port. Baçorá) am Schatt al-Arab entstand so um 1631 eine portugiesische Faktorei.
Am 22. Mai 1957 akkreditierte sich Luís Norton de Matos, der Chefdiplomat Portugals in der Türkei, als erster portugiesischer Botschafter im Irak.
Nach dem Putsch der irakischen Baath-Partei und der Erschießung des Präsidenten Qasim am 8. Februar 1963 wurden die diplomatischen Beziehungen unterbrochen. Nach der Wiederaufnahme am 25. März 1975 eröffnete Portugal 1976 in Bagdad eine eigene Botschaft. Sie wurde 1992 geschlossen, als die diplomatischen Beziehungen erneut unterbrochen wurden, im Zuge des UN-Embargos gegen den Irak nach dem Zweiten Golfkrieg. Seit 2001 bestehen die diplomatischen Beziehungen zwischen beiden Ländern wieder, jedoch hat Portugal bisher seine Botschaft im Irak nicht wieder eröffnet (Stand März 2017).

### Seit 2002
Am 16. März 2003 trafen sich auf Einladung des portugiesischen Regierungschefs Barroso der US-Präsident George W. Bush, Spaniens Ministerpräsident Aznar und der britische Premier Blair auf der Lajes Air Base auf der portugiesischen Azoren-Insel Terceira, um den Militärschlag gegen den Irak zu diskutieren. Auch in Portugal war die Bevölkerungsmehrheit gegen die diskutierte Intervention. Dennoch folgte der völkerrechtswidrige Irakkrieg, bei dem Portugal Teil der Koalition der Willigen und mit einem Kontingent Soldaten im Irak beteiligt war.
Nach dem Ende des Irakkriegs und der anschließenden Besetzung des Iraks (2003–2011) verblieben auf Bitte der irakischen Regierung etwa 30 portugiesische Soldaten, die fortan unter dem Kommando des spanischen Kontingents agierten. 2015 wurde bekannt, dass auch portugiesische Soldaten durch den Islamischen Staat bedroht wurden, nachdem sie auf ihren privaten Facebook-Seiten Fotos aus ihrem Einsatzort zeigten. Einige Betroffene baten daraufhin um das Ende ihres Einsatzes im Irak.
Für großes Aufsehen in der portugiesischen Öffentlichkeit sorgten die 17-jährigen Zwillingssöhne des irakischen Botschafters in Portugal, als sie am 17. August 2016 den portugiesischen Jugendlichen Rúben Cavaco in Ponte de Sor zusammenschlugen. Cavaco lag zeitweise im Koma, bevor er im September 2016 das Krankenhaus wieder verlassen konnte. Cavacos Eltern klagten, jedoch war eine strafrechtliche Verfolgung der beiden Täter auf Grund ihrer Diplomatische Immunität nicht möglich. Der medial breit begleitete Fall erregte den Unmut der Öffentlichkeit, da der Irak der mehrmals vorgetragenen Bitte der portugiesischen Regierung nach Aufhebung der Immunität nicht nachkam und das Verfahren dadurch ohne Anhörung der somit straffrei gebliebenen Täter blieb. Schließlich einigten sich beide Parteien im Januar 2017 auf einen Vergleich. Der Vater der Zwillinge hatte bereits die Behandlungskosten übernommen und nun eine nicht bekannte Summe als Vergleich an die Familie des Opfers gezahlt. Danach beorderte der Irak seinen Botschafter zurück und versprach der portugiesischen Regierung eine strafrechtliche Untersuchung des Falles im Irak.

## Diplomatie
Portugal unterhält keine eigene Botschaft im Irak, das zum Amtsbezirk des portugiesischen Botschafters in Abu Dhabi gehört. In Erbil besteht ein portugiesisches Honorarkonsulat.
Der Irak unterhält eine Botschaft in der portugiesischen Hauptstadt Lissabon, in der Rua da Arriaga Nummer 9, Stadtgemeinde Prazeres. Konsulate über die Botschaft hinaus führt der Irak in Portugal nicht.

## Wirtschaft

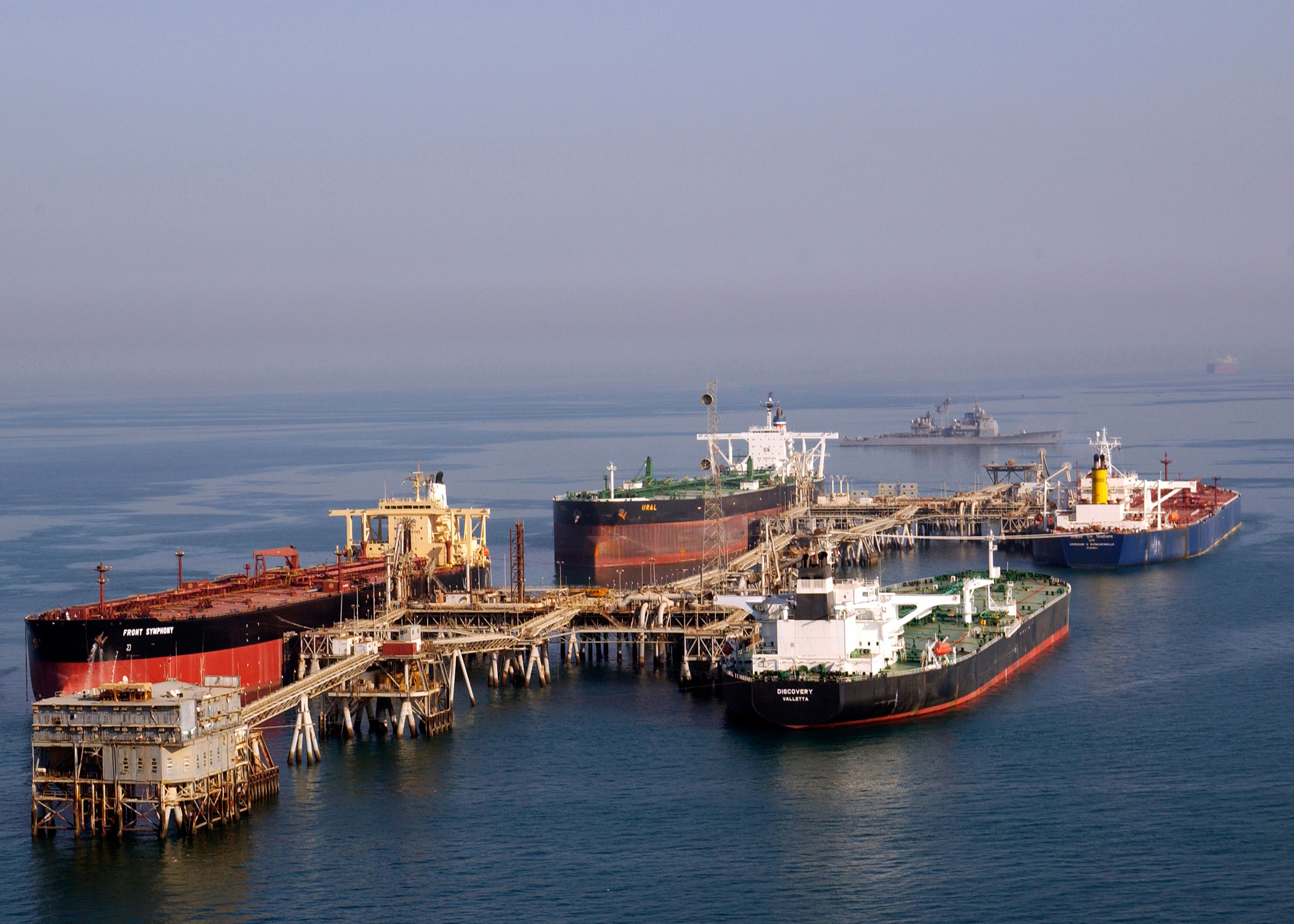
Tanker im Öl-Terminal von Basra: Erdölprodukte sind das wichtigste Exportgut des Irak

Die portugiesische Außenhandelskammer AICEP ist nicht im Irak vertreten, zuständig ist das AICEP-Büro in Abu Dhabi.
Im Jahr 2015 exportierte Portugal Waren im Wert von 8,9 Mio. Euro in den Irak (2014: 10,2 Mio.; 2013: 12,1 Mio.; 2012: 7,9 Mio.; 2011: 3,9 Mio.), davon 28,6 % chemisch-pharmazeutische Produkte, 24,1 % Lebensmittel, 9,2 % Optik- und Präzisionsinstrumente und 8,8 % Maschinen und Geräte.
Im gleichen Zeitraum lieferte der Irak Waren im Wert von 96,4 Mio. Euro an Portugal (2014: 135,3 Mio.; 2013: 230,2 Mio.; 2012: 176,0 Mio.; 2011: 0,00), davon 98,2 % Treibstoffe und 1,8 % Häute und Leder.
Im Jahr 2015 stand der Irak damit für den portugiesischen Außenhandel an 103. Stelle als Abnehmer und an 50. Stelle als Lieferant, im irakischen Außenhandel rangierte Portugal an 24. Stelle unter den Abnehmern und an 62. Stelle unter den Lieferanten.

## Sport
Die irakische Fußballnationalmannschaft und die portugiesische Auswahl der Männer haben bisher noch nicht gegeneinander gespielt (Stand Februar 2017).
Gelegentlich spielen irakische Fußballspieler auch in Portugal, etwa Nationalspieler Osama Rashid, der zunächst beim SC Farense unterschrieb und seit 2017 für den CD Santa Clara auf den Azoren spielt, oder Mohanad Ali, der seit 2020 beim Portimonense SC unter Vertrag steht.